# Plutonium(III)-chlorid
Plutonium(III)-chlorid ist eine chemische Verbindung aus den Elementen Plutonium und Chlor. Es besitzt die Formel PuCl3 und gehört zur Stoffklasse der Chloride.

## Darstellung
Plutonium(III)-chlorid kann im durch Reaktion von Plutonium und Chlor im Vakuum oder einer Tetrachlorkohlenstoff-Argon-Atmosphäre gewonnen werden.
{\displaystyle {\ce {2 Pu + 3 Cl2 -> 2 PuCl3}}}
Ebenfalls möglich ist die Herstellung aus Plutonium(IV)-oxid mit Tetrachlorkohlenstoff.
{\displaystyle {\ce {2 PuO2 + 4 CCl4 -> 2 PuCl3 + 4 COCl2 + Cl2}}}
Andere Herstellungsmethoden sind die Chlorierung einer Plutonium(IV)-hydroxid mit Chlorwasserstoff oder die Umsetzung von Plutonium mit Wasserstoff zu Plutoniumhydrid und dessen anschließende Chlorierung mit Chlorwasserstoff oder die Reaktion von Plutonium(III)-oxalat-Decahydrat mit Hexachlorpropen.

## Eigenschaften
Plutonium(III)-chlorid bildet grüne Kristalle mit einem Schmelzpunkt von 767 °C. In Wasser und in verdünnten Säuren ist es mit blauer Farbe löslich. Es kristallisiert im hexagonalen Kristallsystem in der Raumgruppe P63/m (Nr. 176) mit den Gitterparametern a = 739 pm und c = 424 pm und zwei Formeleinheiten pro Elementarzelle. Seine Kristallstruktur ist isotyp mit Uran(III)-chlorid. In der Struktur werden die Plutoniumatome von je neun Chloratomen umgeben, als Koordinationspolyeder ergibt sich dabei ein dreifach überkapptes, trigonales Prisma.
Mit Wasser bildet Plutonium(III)-chlorid ein Mono-, Tri- und Hexahydrat.

## Sicherheitshinweise
Einstufungen nach der CLP-Verordnung liegen nicht vor, obwohl die chemische Giftigkeit bekannt ist. Wichtig sind die auf der Radioaktivität beruhenden Gefahren, sofern es sich um eine dafür relevante Stoffmenge handelt.